# Del Rio (Californie)
Pour les articles homonymes, voir Del Rio.
Del Rio est une localité du comté de Stanislaus dans l'État de Californie aux États-Unis, sa population était de 1 168 habitants en 2000.

## Démographie
| 2000  | 2010  | - | - | - | - |
| ----- | ----- | - | - | - | - |
| 1 168 | 1 270 | - | - | - | - |